# 拉阿先達 (新墨西哥州)
拉阿先達（英語：La Hacienda）是位於美國新墨西哥州盧納縣的普查規定居民點。

## 人口
根據2020年美國人口普查的數據，拉阿先達的面積為3.50平方千米，皆為陸地。當地共有人口710人，而人口密度為每平方千米202.86人。